# 2907 Nekrasov
2907 Nekrasov је астероид главног астероидног појаса чија средња удаљеност од Сунца износи 3,016 астрономских јединица (АЈ).
Апсолутна магнитуда астероида је 11,5.